# خوسف
خوسف (بالفارسية: خوسف) هي منطقة سكنية تقع في إيران في مقاطعة خوسف. يقدر عدد سكانها بـ 3,186 نسمة .